# Quiritisches Eigentum
Als quiritisches Eigentum wird im frühen römischen Recht solches Eigentum bezeichnet, das nach ius civile den römischen Bürgern, den sogenannten Quiriten vorbehalten war (dominium ex iure Quiritum). Gegenstände der Eigentumsform waren sogenannte res mancipi, also Sklaven, Großvieh und Feldservituten. Neben den beweglichen Sachen und Servituten umfasste das ius Quiritum italische Grundstücke, soweit sie nicht ausnahmsweise durch ius Italicum dem italischen Vermögensstock gleichstanden.
Ius Italicum konnte sich somit auf Provinzialgrundstücke erstrecken und damit dem öffentlichen Staatseigentum, an dem regelmäßig nur eigentumsähnliche Besitz- und Nutzungsrechte bestanden (uti frui habere possidere), entziehen. Quiritisches Eigentum war an Fremde unveräußerlich. Peregrine, selbst sogar ausländische Kaufleute, die mit Rom Geschäfts- und Handelsrechte ausgehandelt hatten (commercium), waren von den Vorrechten ausgeschlossen. Ihnen war allerdings der Zugang zu manzipatorischen Geschäften gewährt, die Übereignungen zum Gegenstand hatten.
Abgegrenzt wird das Vorrecht gegenüber dem bonitarischen Eigentum (in bonis habere). Bonitarisches Eigentum betraf die Fälle der Ersitzung (usucapio). Das bedeutete, dass der Erwerb nach einer bestimmten Zeit der Besitzausübung, also abhängig von einer bestimmten Verweildauer, eintrat. Häufig lagen dem fehlgeschlagene Kaufverträge zugrunde oder ein Erwerb vom Nichtberechtigten. Auch konnten fehlerhaft gewählte Übereignungsakte ausschlaggebend sein. Als Beispiel mag der Fall dienen, dass jemand einen Sklaven (res mancipi) mittels einer einfachen und formlosen traditio ex iusta causa übereignen wollte, statt die pflichtig rituelle mancipatio beziehungsweise in iure cessio zu bemühen.